# N375 (België)
De N375 is een gewestweg in België tussen Ieper (N37b) en de Franse grens bij Loker waar de weg overgaat in de D23. De weg heeft een lengte van ongeveer 13 kilometer.
De gehele weg bestaat uit twee rijstroken voor beide rijrichtingen samen.

## Plaatsen langs N375
- Ieper
- Dikkebus
- De Klijte
- Loker